# Berling
Berling là một xã trong vùng hành chính Lorraine, thuộc tỉnh Moselle, quận Sarrebourg, tổng Phalsbourg. Tọa độ địa lý của xã là 48° 48' vĩ độ bắc, 07° 14' kinh độ đông. Berling nằm trên độ cao trung bình là m mét trên mực nước biển, có điểm thấp nhất là 220 mét và điểm cao nhất là 308 mét. Xã có diện tích 3,15 km², dân số vào thời điểm 1999 là 249 người; mật độ dân số là 79 người/km². Xã thuộc Pháp từ 1661; nằm khoảng 16 km về phía đông bắc của Sarrebourg.

## Thông tin nhân khẩu
| 1962 | 1968 | 1975 | 1982 | 1990 | 1999 |
| ---- | ---- | ---- | ---- | ---- | ---- |
| 190  | 215  | 238  | 246  | 243  | 249  |